# Anthomyia vittifera
Anthomyia vittifera är en tvåvingeart som först beskrevs av Stein 1911.  Anthomyia vittifera ingår i släktet Anthomyia och familjen blomsterflugor. Inga underarter finns listade i Catalogue of Life.